# Șarpele lui Dione
Șarpele lui Dione (Elaphe dione) este o specie de șerpi din genul Elaphe, familia Colubridae, descrisă de Pallas 1773. Conform Catalogue of Life specia Elaphe dione nu are subspecii cunoscute.

## Galerie

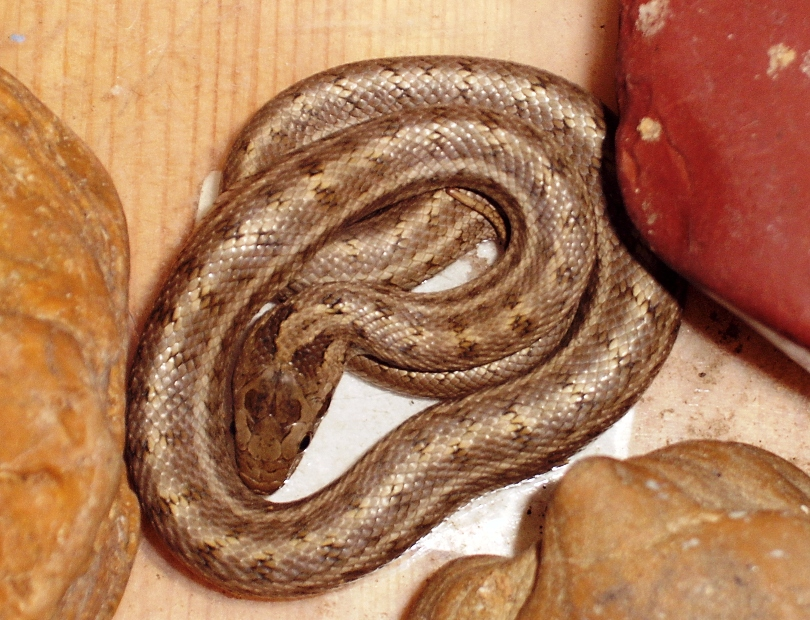